# الساحل قبلي
قرية الساحل قبلي هي إحدى القرى التابعة لمركز البلينا بمحافظة سوهاج في جمهورية مصر العربية. حسب إحصاءات سنة 2006، بلغ إجمالي السكان في الساحل قبلي 16828 نسمة، منهم 7847 رجل و8981 امرأة.